# Santuario di Giove Dolicheno
Il santuario di Giove Dolicheno (in latino Dolocenum) era un tempio di Roma, situato sul colle Aventino.
Risaliva al tempo di Antonino Pio e i mattoni bollati testimoniano una data di costruzione posteriore al 138, mentre un'iscrizione è datata 150. Nella seconda metà del II secolo venne dotato di copertura (inizialmente era all'aperto), come segnalano i bolli delle tegole. Fu restaurato più volte, soprattutto nel III secolo, quando il culto di Giove Dolicheno, divinità originaria dell'Asia Minore protettrice dei soldati, raggiunse il suo apogeo.
Il tempio era segnalato sui Cataloghi Regionari e grazie a vari ritrovamenti è stato collocato nell'area vicino alle chiese di Sant'Alessio e di Santa Sabina. Venne rinvenuto nel 1935 in occasione dell'apertura di via San Domenico, scavando lungo il lato settentrionale e parte dei lati brevi, dove è stato rinvenuto un cortile e tracce di una fase più antica, probabilmente augustea. La pianta totale del complesso misurava 22,60 x 12 metri. Era presente una sala più vasta, preceduta da atrio e seguita da un terzo vano quasi quadrato.
L'ambiente centrale era il più importante e qui vennero rinvenuti i resti di un altare e una grande iscrizione a Giove Dolicheno da parte di tali Annius Iulianus e Annius Victor. Nell'edificio vennero scoperte numerose statue, rilievi e iscrizioni, che evidenziavano un culto sincretico, che tendeva a aggregare le divinità più varie, in particolar modo quelle di edifici sacri vicini sull'Aventino: Diana, Iside, Serapide, Mitra, i Dioscuri, il Sole e la Luna. Questi oggetti oggi sono esposti nei Musei Capitolini.